# Gutzgletscher
Der Gutzgletscher (früher auch Hühnergutz Gletscher genannt) ist ein Gletscher am Nordhang der Berner Alpen im Schweizer Kanton Bern in der Gemeinde Grindelwald.

## Geographie
Der Gutzgletscher beginnt in der Nordwand des Wetterhorns in einer Höhe von 3360 m ü. M. und fliesst auf einer Länge von 400 Meter gegen Nordwesten bis auf eine Höhe von 3060 m ü. M.
Durch sein Abschmelzen entsteht der Briggbach, welcher über die Schwarze Lütschine, die Lütschine, die Aare und den Rhein zur Nordsee entwässert.

## Geschichte
Durch seine grossen Eisabbrüche, welche über 1000 Meter nahezu senkrecht herunterstürzen, besteht ein erhebliches Schadenpotenzial. Diese verursachen bis in die heutige Zeit regelmässig Schäden, unter anderem auch Personenschäden.